# カルノサウルス類
カルノサウルス類 (学名 Carnosauria) もしくは肉竜類 (にくりゅうるい) は、堅尾類に属する恐竜の一群である。肉食竜類、肉食恐竜類とも訳された。

## 概要
ジュラ紀および白亜紀に生息していた。カルノ(carno)はラテン語で食肉、サウルス(saurus/ギリシア語: σαυρος)はギリシャ語でトカゲを意味する。もともとはあまり相互に関係のない大型獣脚類を含んでいたが、現在ではアロサウルスおよびそれに直近の属のみを包含するものとなっている。近年、ギガノトサウルスやティラノティタン（Tyrannotitan）といったカルカロドントサウルス科に属する非常に巨大なカルノサウルス類が発見されている。これらは現在知られている肉食恐竜の中では最大の部類に入る。カルノサウルス類の独特の特徴としては大きな目、長く狭い頭骨および大腿骨が脛骨より長いことなど脚部と骨盤の変化があげられる。また、集団で狩りを行っている可能性が示唆されている種類が多く見られている。

## 系統学
現代の分岐学的解析による定義ではカルノサウルス類は鳥類よりアロサウルスにより近縁な最新の祖先をもつ恐竜とされている。

## 分類学
カルノサウルス類は伝統的にはすべての大型肉食恐竜を入れておく集積場のような分類群とされてきたが、1980年代から1990年代にかけての解析の結果、この分類群には体のサイズ以外の共通する特徴が非常にわずかしかないことがわかった。かつてのカルノサウルス類の大部分はより原始的な獣脚類に再分類された。また他方でティラノサウルス類のようにより鳥類に近縁であるものはコエルロサウルス類に分類された。前者にはメガロサウルス科、スピノサウルス科、ケラトサウルスが含まれる。中にはラウイスクス類のテラトサウルスのように恐竜でないとされたものもある。
- カルノサウルス類（下目）（Carnosauria）
  - エレクトプス(Erectopus)
  - フクイラプトル(Fukuiraptor）
  - ガソサウルス（Gasosaurus）?
  - メガラプトル（Megaraptor）?
  - モノロフォサウルス（Monolophosaurus）
  - シャモティラヌス（Siamotyrannus）
  - アロサウルス類（上科）（Allosauroidea）
    - ベックレスピナクス（Becklespinax）?
    - アロサウルス類（科）（ Allosauridae）
    - カルカロドントサウルス類（科）（ Carcharodontosauridae）
    - シンラプトル類（科）（ Sinraptoridae）

## ”カルノサウルス”
カルノサウルス（Carnosaurus）は非公式の属名である。1929年のフリードリヒ・フォン・ヒューネに起因し、しばしば恐竜のリストに見られるがおそらくは誤植によるものである。フォン・ヒューネは分類を行い不確定の残りをカルノサウルス類の所属不明（incertae sedis）にあてるつもりであった。しかし、それが出版におけるある時点でヒューネが新しい属名”カルノサウルス”を創設したように改訂されてしまった（1999年投稿のDinosaur Mailinng List でのジョージ・オルシェフスキー（George Olshevsky）の記述より）。この名は属名としては存在しないため、学名記載もされておらず厳密には用いられない。

## 参考（英語版）
- George Olshevsky. “Re: What are these dinosaurs”. 2007年1月29日閲覧。 (on "Carnosaurus")